# Stina Hellberg
Stina Hellberg, född 25 augusti 1992  i Göteborg, är en svensk handbollsspelare och spelar i positionen vänstersexa. 

## Klubbkarriär
Stina Hellberg började spela handboll i HP Warta 1999 sju år gammal, men kom 2004 som tolvåring till Kärra HF. Där fick hon debutera i A-laget 28 nov 2008 mot Lysekil. Kärra vann division 1 2008-2009 och gick upp i Elitserien. I Kärra  spelade Stina Hellberg i två säsonger i elitserien 2009-2011.Samtidigt studerade  hon på  rikshandbollgymnasiet  i Katrinelund under perioden 2009-2011. Efter 3 säsonger i Kärra HF bytte Stina klubb inför säsongen 2011/2012 till Önnereds HK. I seriefinalen  i feb 2012 förlorade Stina Hellbergs Önnered mot hennes förra klubb Kärra HF med 21-39, dvs rena utklassningen. Året efter var Önnered tillbaka i Elitserien. Våren 2014 spelade Önnered mot IK Sävehof i slutspelet och blev utklassade med 46 mål mindre på tre matcher. Den matchen är sista gången man finner Stina Hellberg i ett målprotokoll. Säsongen 2014-2015 spelar inte Stina Hellberg i elitserien för Önnered.

## Landslag
Hellberg blev uttagen till ungdomslandslaget. I Ungdomslandslaget spelade hon 2009 i Svenska Juniorlandslaget i EHF U-18 EM 2009. Hon har spelat 14 landskamper för Sveriges Juniorlandslag och gjort 27 mål. Utöver detta även ett flertal inofficiella  träningsmatcher.

## Klubbar
- HP Warta[4] 1999-2004
- Kärra HF[4] 2004-2011
- Önnered HK 2011 -2014